# José Bernardo Alcedo
José Bernardo Alcedo (ur. 20 sierpnia 1788 w Limie, zm. 28 grudnia 1878 tamże) – jeden z najwybitniejszych kompozytorów peruwiańskich XIX w.

## Życiorys
Studia muzyczne odbywał w Convento de San Agustín pod kierunkiem Cipriano Aguilara i Pascuala Nevesa, dyrygentów kapeli klasztornej. W wieku 18 lat skomponował pierwszą mszę Misa en Re Mayor. Gdy miał 19 lat, wstąpił do klasztoru dominikanów. W 1821 r. został zwycięzcą konkursu na hymn narodowy Peru pod patronatem generała José de San Martín. Był to hymn „Somos libres, seámoslo siempre”, do słów José de la Torre Ugarte.
W 1822 porzucił zakon i wyjechał do Chile aby służyć w wojsku. W Santiago opuścił batalion aby zająć się muzyką. Uczył w seminarium arcybiskupim, założył chór katedralny w Santiago (1833), a od 1846 prowadził orkiestrę. Przez 40 lat prowadził działalność muzyczną w Chile, aby powrócić do Peru w 1864. Został dyrygentem Peruwiańskiej Orkiestry Wojskowej i dyrektorem Orkiestry Filharmonii. Był także pierwszym dyrektorem Konserwatorium Muzycznego w Limie. Od 1929 r. uczelnia nosi imię José Bernardo Alcedo. W 1869 napisał podręcznik teorii muzyki Podstawy Filozofii Muzyki („Filosofía Elemental de la Música”) (1869) w której opisał także muzykę indian Quechua.
Komponował wiele dzieł religijnych, muzykę wojskową, pieśni patriotyczne, a także melodie ludowe.

## Twórczość
- narodowy hymn Peru „Somos libres, seámoslo siempre”
- Marsz „Himno al 2 de mayo”
- Miserere (1872)
- Msza D-dur (Misa en Re mayor)
- Msza e-moll (Misa en Mi bemol)
- Msza F-dur (Misa en Fa mayor)
- „Canción para la Batalla de Ayacucho”
- „Pasión para el Domingo de Ramos”
- „Pasión para el Viernes Santo”
- Uwertura wojskowa na orkiestrę „La Araucana”
- Pieśni popularne: „La Chicha”, „La Cora”, „La Pola”